# Paulogramma pyracmon
Espèce
Paulogramma pyracmon est une  espèce de lépidoptères (papillons) de la famille des Nymphalidae et de la sous-famille des  Biblidinae et du genre Paulogramma.

## Dénomination
Paulogramma pyracmon a été décrit par Jean-Baptiste Godart en 1860, sous le nom initial de Nymphalis pyracmon.

### Sous-espèces
- Paulogramma pyracmon pyracmon ; présent au Brésil, au Surinam, en Guyana et en Guyane.
- Paulogramma pyracmon isaura (Zikán, 1937); présent au Brésil.
- Paulogramma pyracmon peristera (Hewitson, 1853); présent en Équateur, au Pérou et  en Bolivie.
- Paulogramma pyracmon piraya Dillon, 1948; présent en Bolivie.
- Paulogramma pyracmon pujoli (Oberthür, 1916); présent au Brésil.

### Noms vernaculaires
Paulogramma pyracmon se nomme False Numberwing ou Pyracmon Eighty-Eight en anglais.

## Description
Paulogramma pyracmon est un papillon d'une envergure de 35 mm à  40 mm, au bord externe des ailes antérieures et postérieures ondulé. Le dessus est rouge très largement bordé de noir.
Le revers est des ailes antérieures est de couleur rouge dans la partie basale, puis noir avec à l'apex une bande ocre vert et une ligne submarginale bleue. Les ailes postérieures sont ocre vert ornementées de lignes marron et de deux gros ocelles au milieu de l'aile, centrés l'un de deux taches bleues, l'autre d'une seule.

## Biologie
Sa biologie n'est pas connue.

## Écologie et distribution
Paulogramma pyracmon est présent en Équateur, au Pérou, en Bolivie, au Brésil, au Surinam, en Guyana et en Guyane.

### Biotope
Il réside en forêt tropicale humide.

### Protection
Pas de statut de protection particulier.